# عبدالحلیم معظم شاه
عبدالحلیم معظم شاه (به انگلیسی: Abdul Halim of Kedah) (زاده ۲۸ نوامبر ۱۹۲۷ – مرگ ۱۱ سپتامبر ۲۰۱۷) سلطان ایالت کداح و دو دوره سلطان کشور مالزی بود. او تنها کسی است که در مالزی به دو دوره سلطنت نشسته است. بار نخست ۲۱ سپتامبر ۱۹۷۰ تا ۲۰ سپتامبر ۱۹۷۵ و بار دوم از دسامبر ۲۰۱۱ تا دسامبر ۲۰۱۶، هر یک به مدت پنج سال سلطنت نمود. وی پنجمین و چهاردهمین پادشاه مالزی و در بار دوم، مسن‌ترین فردی بود که به مقام پادشاهی این کشور رسید.
انتخاب دوباره تانکو عبدالحلیم طی دویست و بیست و ششمین همایش سلطان‌های ایالت‌های مختلف مالزی در تاریخ چهاردهم اکتبر ۲۰۱۱ صورت گرفت.
تانکو عبدالحلیم جایگزین میزان زین‌العابدین، سلطان ایالت ترانگوی مالزی که از سال ۲۰۰۷ در این سمت بود، شد. میزان زین‌العابدین پس از تحویل پادشاهی و طی مراسم رسمی خداحافظی به پادشاهی ایالت خود در ترانگانو بازگشت.
وی بامداد ۱۱ سپتامبر ۲۰۱۷ در سن ۸۹ سالگی درگذشت.

## حکومت سلطنتی دوره‌ای
مالزی پس از استقلال از انگلیس در سال ۱۹۵۷، حکومت سلطنتی دوره‌ای را پذیرفت.
بر اساس قانون اساسی مالزی، پادشاه، از میان ۹ سلطان ایالت‌های مختلف مالزی از ۱۳ ایالت، بطور دوره‌ای و برای مدت ۵ سال انتخاب می‌شود. در چهار ایالت دیگر که سلطان ندارند بالاترین مقام رسمی، فرمانداران انتصابی هستند که آنها نیز با ترتیب خاصی انتخاب شده و مقام تشریفاتی و اختیارات رسمی سلاطین را دارا می‌باشند.
پادشاه در مالزی دارای اختیارات و وظایف تشریفاتی است و بر اساس توصیه‌های مجلس و کابینه عمل می‌کند.
پادشاه در مقام فرماندهی کل نیروهای مسلح کشور دارای اختیاراتی رسمی بوده و بعنوان بالاترین مقام کشور، تنفیذ نخست وزیر (پس از انتخاب شدن وی از طریق پارلمان) و توشیح پیشنهاد انحلال مجلس یا عدم قبول آن را بر عهده دارد. انتصاب قضات دادگاه فدرال و دادگاه‌های عالی از جمله معدود وظایف پادشاه است. تصمیمات پارلمان نیز به سمع و نظر شاه می‌رسد ولی وی اجازه اظهار نظر ندارد. انحلال مجلس هم از معدود اختیارات پادشاه محسوب می‌شود. قوه قانونگذاری مالزی متشکل از دو مجلس سنا و مجلس نمایندگان است که ۴۰ نفر از ۶۹ عضو مجلس سنا را پادشاه انتخاب می‌نماید.